# Puxa Rápido
Puxa Rápido é um gerenciador de downloads desenvolvido no Brasil. Ele permite parar e continuar downloads, programar conexão e desconexão na internet, além de programar para desligar o computador.
Dividindo o download em várias partes, este programa consegue aumentar a velocidade do mesmo, reduzindo o tempo para completar a tarefa.
Além disto, outro ponto interessante, é que permite visualizar o conteúdo de arquivos ZIP sem ter que baixá-los.
O visual do programa pode se tornar interessante também, pois tem várias Peles (Skins) para que o usuário escolha a de sua preferência.

## Sobre o programa
- Desde 26 de Janeiro de 2008 o programa não recebeu mais nenhuma atualização do seu próprio desenvolvedor;
- Devido ao fato do programa estar sem suporte para as novas tecnologias lançadas depois de sua última versão, o desenvolvedor está encaminhando o projeto do programa para o desenvolvimento Open Source onde receberá ajuda de outros usuários para dar continuidade ao programa.[1]